# The Vanished Murderer
Pour plus de détails, voir Fiche technique et Distribution.
The Vanished Murderer (消失的凶手, Xiao shi de xiong shou) est un film policier sino-hongkongais réalisé par Law Chi-leung (en) et sorti en 2015. C'est la suite du Mystère des balles fantômes (2012)
L'histoire se déroule en 1932 et raconte l'enquête d'un policier sur le cas de la disparition d'une prisonnière.

## Synopsis
En 1932, dans une prison pour femmes du nord de la Chine, la prisonnière Fu Yuan (Jiang Yiyan) s'évade après avoir creusé un tunnel dans sa cellule avec une cuillère en argent. L'inspecteur Song Donglu (Lau Ching-wan) est convoqué pour enquêter sur cette évasion, une affaire qui lui est personnelle car il a non seulement arrêté Fu mais était également devenu son ami et confident depuis son incarcération, ses conseils l'ayant récemment aidé sur des affaires de meurtres étranges. Après avoir examiné les lettres que Fu lui a envoyé, il part pour la ville de Hong afin de démêler la vérité sur cette disparition. Sur place, il apprend par des policiers qu'un village avait été massacré par une armée privée appartenant à Gao Ming Xiong car les villageois n'étaient pas disposés à donner leur coton en raison de la faible rémunération proposée. Fu avait utilisait le massacre pour convaincre les gens que l'armée privée leur volera leur argent et voulait que les gens se suicident pour protester contre l'armée privée et attirer l'attention des habitants de la ville.

## Fiche technique
- Titre original : 消失的凶手
- Titre international : The Vanished Murderer
- Réalisation : Law Chi-leung (en)
- Scénario : Yeung Sin-ling
- Production : Derek Yee et Mandy Law
- Sociétés de production : Wuxian Yinghua Film Production, Film Unlimited et Le Vision Pictures (en)
- Sociétés de distribution : Le Vision Pictures (Pékin) et Distribution Workshop
- Pays d’origine :  Chine et  Hong Kong
- Langue originale : cantonais et mandarin
- Format : couleur
- Genres : policier
- Durée : 120 minutes
- Date de sortie :
  -  Malaisie : 26 novembre 2015
  -  Chine : 27 novembre 2015
  -  Hong Kong : 5 décembre 2015
  -  Singapour : 10 décembre 2015

## Distribution
- Lau Ching-wan : L'inspecteur Song Donglu
- Gordon Lam : Le professeur
- Li Xiaolu (en) : Chang Sheng
- Jiang Yiyan : Fu Yuan
- Rhydian Vaughan (en) : Mao Jin
- Paulyn Sun (en) : Tan Hu